# المجموعة الألمانية للكائنات الحية الدقيقة ومزارع الخلايا
المجموعة الألمانية للكائنات الحية الدقيقة ومزارع الخلايا (بالألمانية: Deutsche Sammlung von Mikroorganismen und Zellkulturen) هي منظمةٌ مستقلةٌ غير ربحيةٍ تأسست عام 1969 كمجموعةٍ ثقافيةٍ وطنيةٍ في ألمانيا، تعمل على اقتناء وتوصيف وتعريف وحفظ وتوزيع البكتيريا والعتائق والفطريات والبلازميدات والعاثيات ومزارع الخلايا البشرية والحيوانية والفيروسات النباتية.